# Рамон Сабало
Рамон Сабало (ісп. Ramón Zabalo, нар. 10 червня 1910, Саут-Шилдс, Англія — пом. 2 січня 1967, Біладаканс, Іспанія) — іспанський футболіст, що грав на позиції захисника. Учасник чемпіонату світу 1934 року.

## Клубна кар'єра
1929 року дебютував у складі «Барселони». У першому сезоні каталонці здобули титул віце-чемпіона Іспанії. Сабало провів 5 з 18 матчів турніру. Учасник кубкового фіналу 1932 року, де «Барса» поступилася баскам з «Атлетіка» з мінімальним рахунком. За сім сезонів у складі каталонського клубу провів 88 лігових матчів.
1936 року в Іспанії почалася громадянська війна. Сабало переїхав до Франції, де захищав кольори столичного «Расінга». Парижани двічі поспіль св'яткували перемоги у кубку Франції. У вирішальних поєдинках команда була сильнішою від: 1938/39 — «Олімпіка» з Лілля (3:1) і 1939/40 — «Олімпіка» з Марселя (2:1).
1944 року повернувся до Каталонії і в останньому сезоні знову виступав за «Барселону». Команда, вдруге в своїй історії здобула перемогу в Прімері, але внесок Рамона Сабало був мінімальним — один ліговий матч.

## Виступи за збірну
У складі національної збірної дебютував 9 грудня 1931 року проти команди Англії. У Лондоні гості зазнали нищівної поразки — 1:7. Протягом наступних трьох років періодично викликався до лав головної команди країни. Навесні 1934 року зіграв у двох кваліфікаційних матчах проти португальців і потрапив до заявки на світову першість в Італії.
Другий чемпіонат світу проходив за кубковою схемою. На першому етапі іспанці впевнено перемогли збірну Бразилії, а в чвертьфіналі поступилися господарям змагань (1:1, 0:1). Рамон Сабало грав в останньому матчі. В наступні два роки був гравцем основного складу, всього провів 11 ігор.

## Досягнення
- Чемпіон Іспанії (1): 1945
- Володар кубка Франції (2): 1939, 1940
- Чемпіон Каталонії (5): 1930, 1931, 1932, 1935, 1936
- Переможець Середземноморської ліги (1): 1937